# Добряничи
Добряничи (укр. Добряничі) — село в Перемышлянской городской общине Львовского района Львовской области Украины.
Население по переписи 2001 года составляло 379 человек. Занимает площадь 1,6 км². Почтовый индекс — 81252. Телефонный код — 3263.

## Уроженцы
- Райх, Вильгельм (1897—1957) — психоаналитик, публицист, теоретик неофрейдизма.